# Мордовская Автономная Советская Социалистическая Республика
Мордо́вская Автоно́мная Сове́тская Социалисти́ческая Респу́блика — автономная республика в составе РСФСР, существовавшая под таким названием с 20 декабря 1934 по 25 декабря 1993 года. Столица — город Саранск.

## История
Мордовская Автономная Советская Социалистическая Республика создана 20 декабря 1934 года преобразованием из Мордовской автономной области в составе Куйбышевского края.
После преобразования Куйбышевского края в Куйбышевскую область, Мордовская АССР вышла из состава области и стала самостоятельным субъектом РСФСР.
7 декабря 1990 года, во время парада суверенитетов в СССР, на сессии ВС МАССР была принята Декларация о государственно-правовом статусе республики и Мордовская АССР была переименована в Мордовскую ССР. 24 мая 1991 года Съездом народных депутатов РСФСР было внесено соответствующее изменение в ст. 71 конституции РСФСР.
31 марта 1992 года Мордовская ССР с другими республиками России подписывает федеративный договор.
25 декабря 1993 вступила в силу Конституция Российской Федерации, в соответствии с которой республика была переименована в Республику Мордовия. 25 января 1994 года соответствующие решения были приняты и Верховным Советом республики.

## В филателии

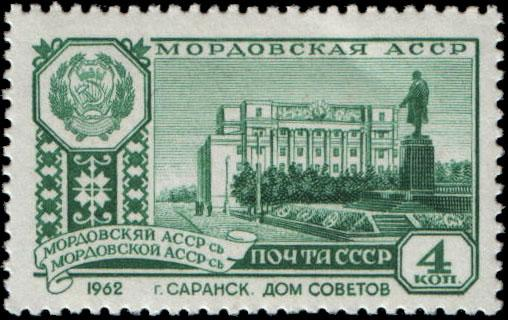
Почтовая марка СССР. Мордовская АССР. Саранск. Дом Советов
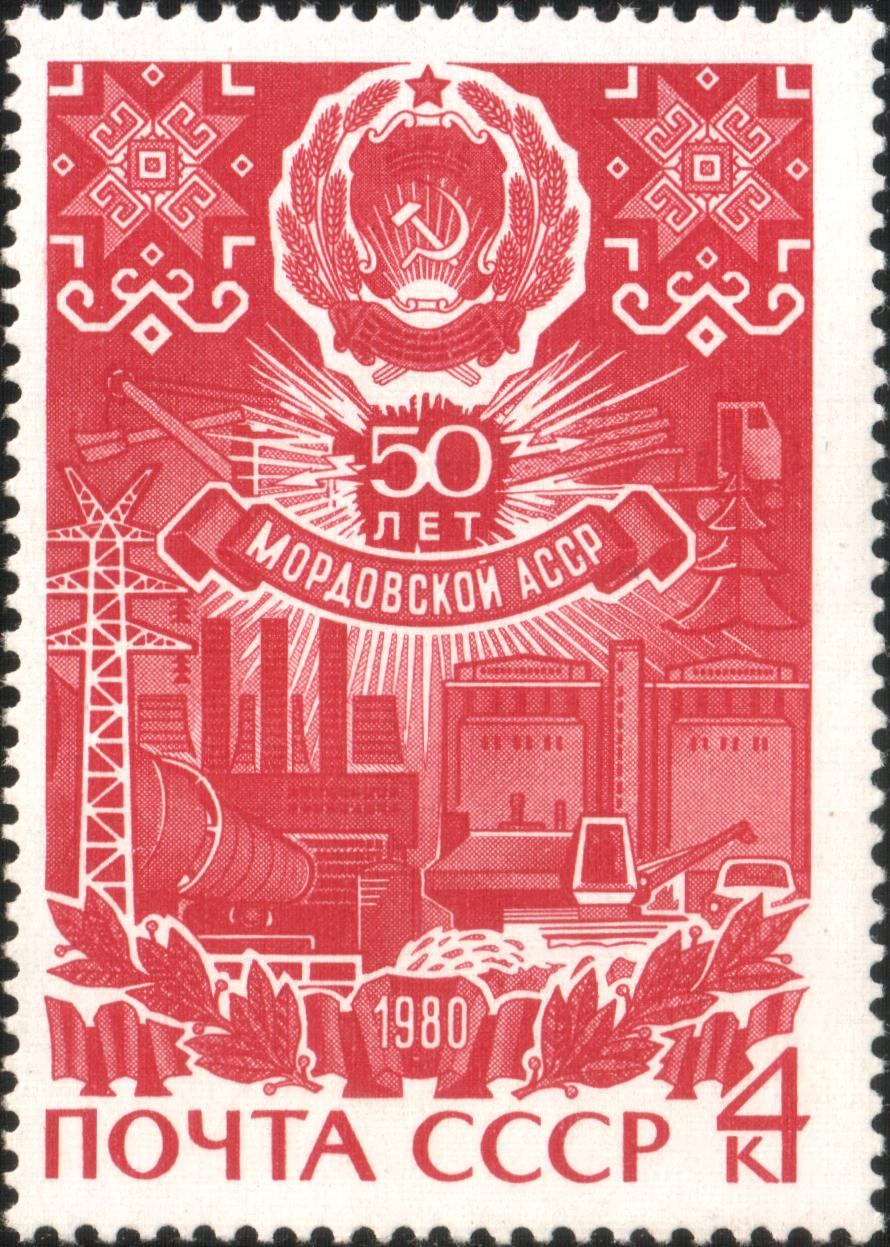
50-летие Мордовской АССР